# 1954–1955-ös spanyol labdarúgó-bajnokság (első osztály)
A La Liga 1954-55-ös szezonja volt a bajnokság huszonnegyedik kiírása. A bajnokságban 16 csapat vett részt, a győztes a Real Madrid CF lett. Ez volt a klub negyedik bajnoki címe.

## Résztvevők
| - Athletic Club - Atlético de Madrid - FC Barcelona - Celta de Vigo - Deportivo Alavés - Deportivo La Coruña - RCD Espanyol - Hércules CF |  | - UD Las Palmas - CD Málaga - Racing de Santander - Real Madrid CF - Real Sociedad - Real Valladolid - Valencia CF - Sevilla FC |

## Végeredmény
| #  | Klub                | M  | Gy | D  | V  | RG | KG | Pont | GK  | Megjegyzés |
| -- | ------------------- | -- | -- | -- | -- | -- | -- | ---- | --- | ---------- |
| 1  | Real Madrid CF      | 30 | 20 | 6  | 4  | 80 | 31 | 46   | 49  | Bajnok     |
| 2  | FC Barcelona        | 30 | 17 | 7  | 6  | 75 | 39 | 41   | 36  |            |
| 3  | Athletic Club       | 30 | 15 | 9  | 6  | 78 | 39 | 39   | 39  |            |
| 4  | Sevilla FC          | 30 | 15 | 4  | 11 | 74 | 58 | 34   | 16  |            |
| 5  | Valencia CF         | 30 | 15 | 3  | 12 | 71 | 60 | 33   | 11  |            |
| 6  | Hércules CF         | 30 | 11 | 9  | 10 | 46 | 57 | 31   | -11 |            |
| 7  | Deportivo La Coruña | 30 | 12 | 6  | 12 | 52 | 59 | 30   | -7  |            |
| 8  | Atlético de Madrid  | 30 | 11 | 7  | 12 | 59 | 64 | 29   | -5  |            |
| 9  | Real Valladolid     | 30 | 11 | 5  | 14 | 48 | 56 | 27   | -8  |            |
| 10 | Deportivo Alavés    | 30 | 11 | 5  | 14 | 51 | 62 | 27   | -11 |            |
| 11 | Celta de Vigo       | 30 | 10 | 7  | 13 | 55 | 60 | 27   | -5  |            |
| 12 | UD Las Palmas       | 30 | 10 | 7  | 13 | 45 | 69 | 27   | -24 |            |
| 13 | RCD Espanyol        | 30 | 8  | 10 | 12 | 42 | 46 | 26   | -4  |            |
| 14 | Real Sociedad       | 30 | 9  | 6  | 15 | 48 | 53 | 24   | -5  |            |
| 15 | Racing de Santander | 30 | 9  | 2  | 19 | 39 | 81 | 20   | -42 | Kiesett    |
| 16 | CD Málaga           | 30 | 6  | 7  | 17 | 36 | 65 | 19   | -29 | Kiesett    |

| Győztes                     |
| --------------------------- |
| Real Madrid CF Negyedik cím |